# Johann Daniel Preissler
Pour les articles homonymes, voir Preissler et Preisler.
Johann Daniel Preissler, ou Preisler (1666, Nuremberg - 1737) est un peintre, graveur et enseignant, et un membre notable d'une famille artistique allemande, originaire de Bohême.
Il a notamment pour enfants les peintres Johann Justin Preissler (1698-1771), Georg Martin Preissler (1700-1754), Barbara Helena Preissler (1707-1758), Johan Martin Preissler (1715-1794) et Valentin Daniel Preissler (1717-1765), tous en leur temps des artistes de renom.
Surtout connu pour ses portraits, ses nus et ses peintures historiques, Johann Daniel Preisler réalise également des dessins et des fresques.
Son nom est particulièrement attaché à des ouvrages pédagogiques, et notamment son Die durch Theorie erfundene Practic oder Gründlich verfasste Reguln deren man sich als einer Anleitung zu berühmter Künstlere Zeichen-Wercke bestens dienen kann, travaux sur la théorie de l'art. Ces ouvrages sont traduits en plusieurs langues et utilisés dans des académies jusqu'au XIXe siècle. Johann Caspar Füssli considère Preissler et Jan Kupecký comme les deux artistes les plus importants de Nuremberg du début du XVIIIe siècle.

## Biographie
Preisler est le fils posthume du peintre d'histoire et portraitiste Daniel Preissler (1627-1665). Il fait ses études dans l'atelier de Johann Murrer. De 1688 à 1696, il séjourne en Italie, notamment à Rome et à Venise. En 1705, il est nommé directeur de l'Académie des beaux-arts de Nuremberg, qui sous sa direction devient une institution municipale.
En 1716, Preissler fonde la Zeichenschule (École de dessin) de Nuremberg, ouverte aux « enfants des pauvres », qui remporte un vif succès. Avec 71 étudiants entrant en première année, Preissler est incité à publier le matériel pédagogique auquel son nom reste attaché, et en particulier son Die durch Theorie erfundene Practic... (1721). Auparavant, il a publié des travaux notamment sur l'anatomie. Preissler écrit aussi sur des sujets académiquement négligés tels que l'ornement et le dessin des fleurs (en 1725) ou du paysage (1739). Il a toujours insisté qu'il ne s'agissait que de leçons pour débutants.
Selon le Nürnbergisches Gelehrten-Lexicon, Preissler souffre d'une santé fragile qui l'empêche d'accomplir pleinement les promesses que son talent justifie. Selon ce dictionnaire d'époque, ses enfants sont tous d'excellents artistes mais aussi des musiciens accomplis et, pour le rendre heureux, ils aiment lui jouer des concerts qu'il écoute dans son fauteuil ou auxquels il participe parfois lui-même.

## Œuvre

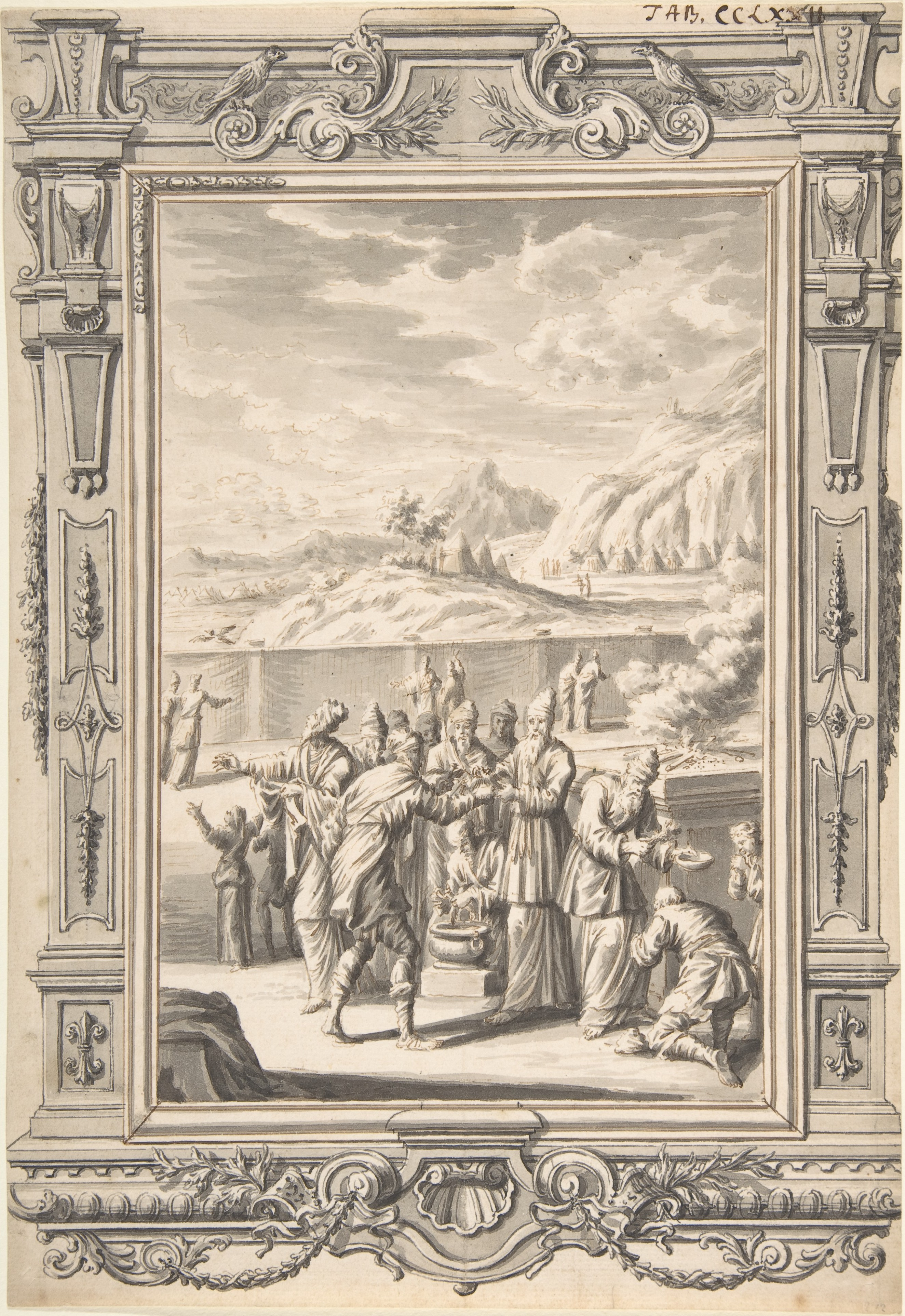
The law of the leper in the day of his cleansing, gravure (c. 1730, Metropolitan Museum of Art).
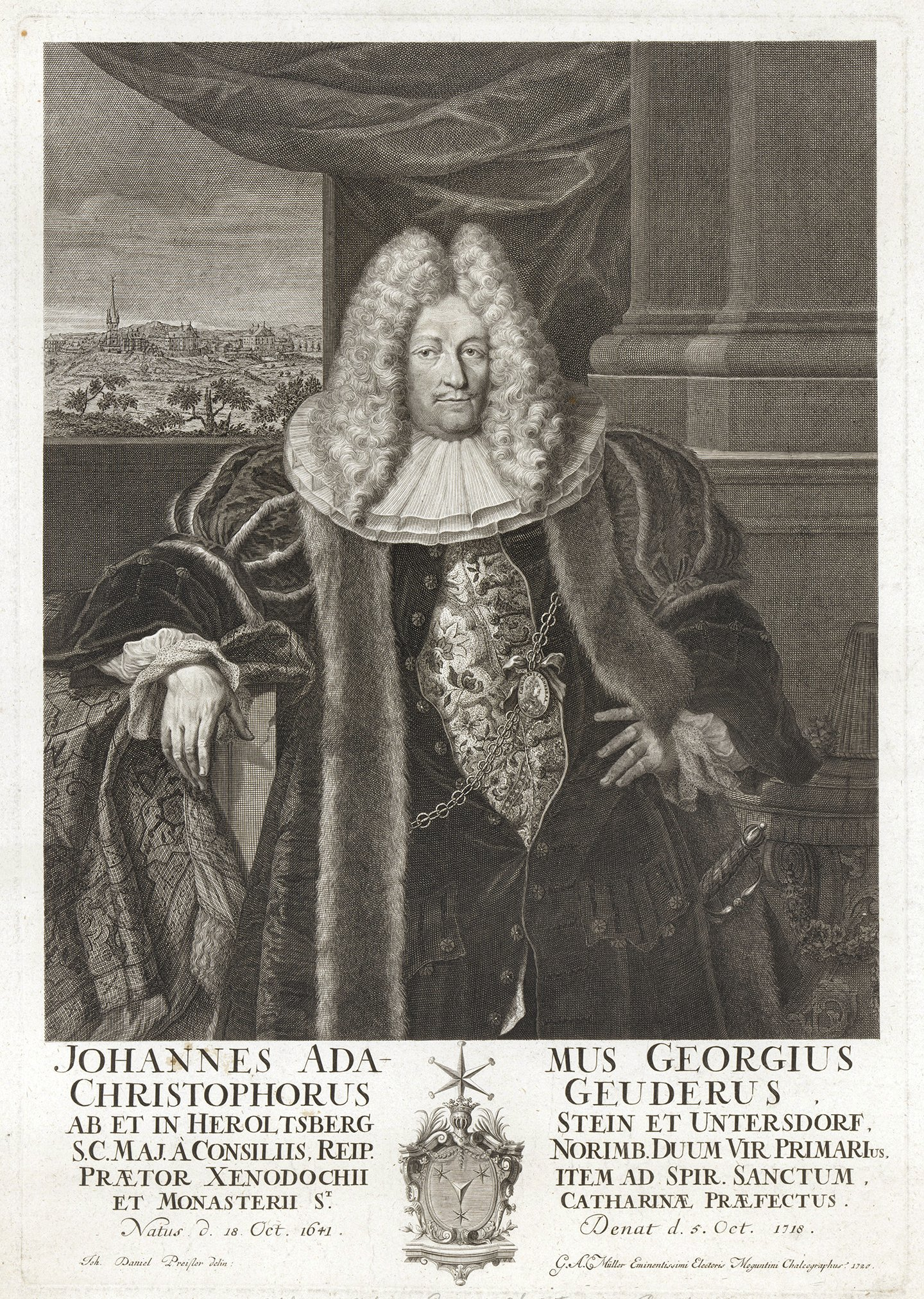
Portrait de Johann Adam Georg Christoph Geuder von Heroldsberg (1720, Rijksmuseum Amsterdam).
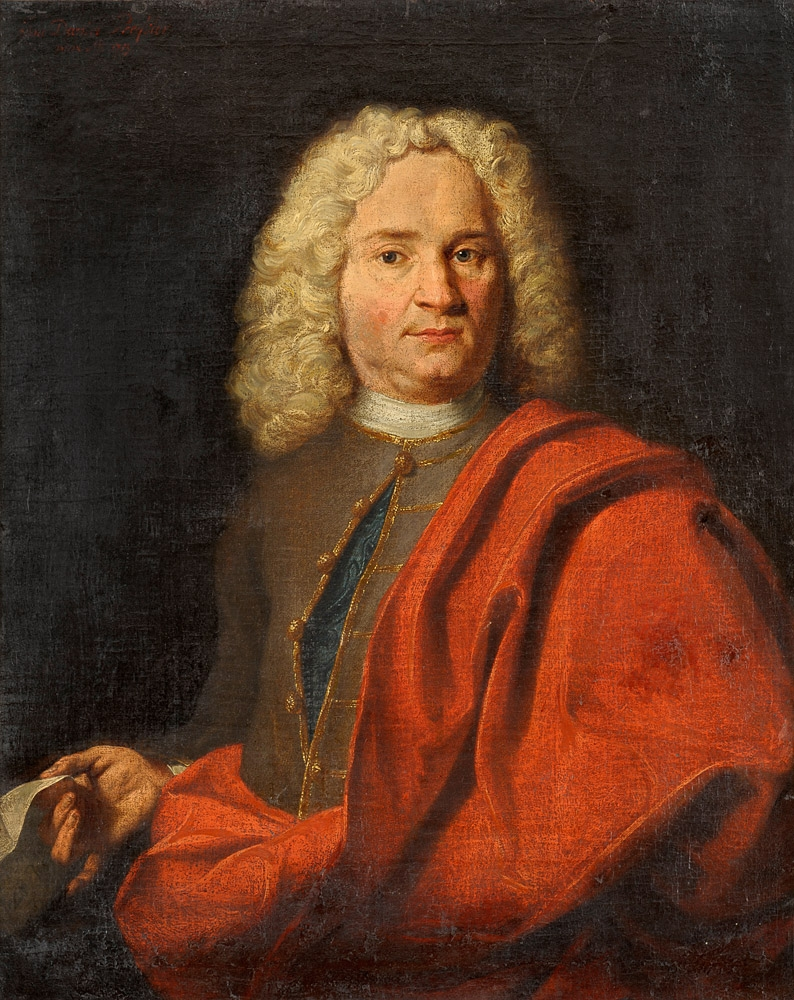
Portrait d'un noble, tableau (1719).
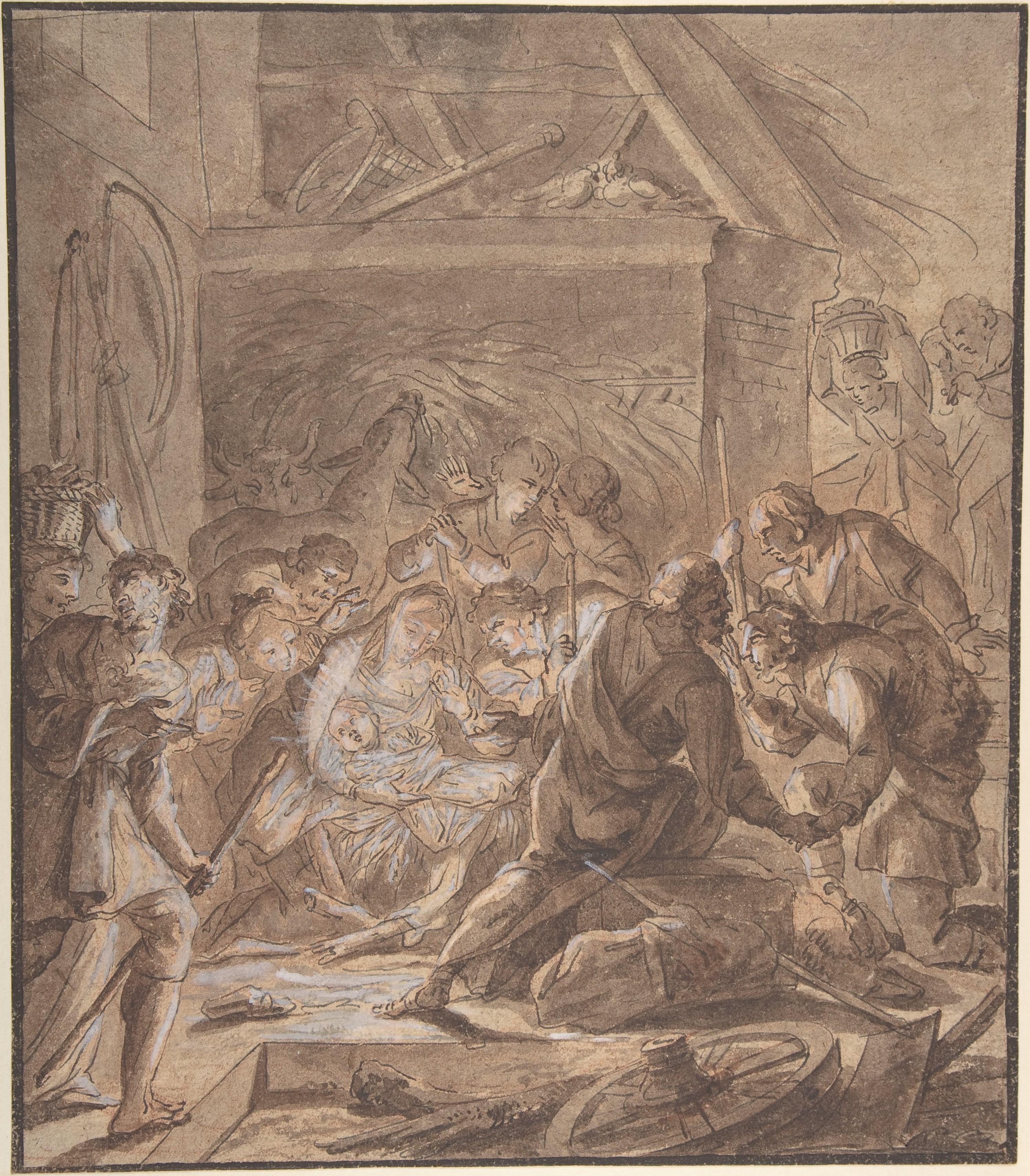
Adoration of the Shepards, dessin à l'encre brune, craie et lavis (n. d., Metropolitan Museum of Art).